# Autentizované šifrování
Autentizované šifrování je v kryptografii označení takového postupu, při kterém je obsah zároveň šifrován a zároveň autentizován. Daný postup tedy uživateli zaručuje důvěrnost zprávy, integritu zprávy i autentizaci zprávy. Zvláštní a důležitou variantou je autentizované šifrování s připojenými daty (anglicky authenticated encryption with associated data, odtud zkratka AEAD), kdy šifrované části předchází data, u kterých musí být rovněž zajištěna integrita a autentizace, ale nesmí být šifrována (například hlavička s veřejnými informacemi o adresátovi potřebnými k správnému doručení).
Různé typy autentizovaného šifrování mají obvykle podobu rozšířených provozních režimů blokových šifer. Zavedení autentizovaného šifrování coby nedělitelného stavebního prvku zabezpečených systémů bylo historicky motivováno právě tím, že v protokolech (například SSL/TLS), které se o něj ad hoc snažily doplňováním provozních režimů o výplňové a autentizační algoritmy, byla nalezena řada chyb a praxe tedy ukázala, že je takovému kombinování potřeba věnovat mimořádnou pozornost a nabídnout tvůrcům implementací a nadstavbových protokolů jednoduché programové rozhraní, které uvnitř kombinuje šifrování s autentizací a výplní bezpečným způsobem.
Příkladem autentizovaného šifrování je režim GCM.